# Mars (bolygó)

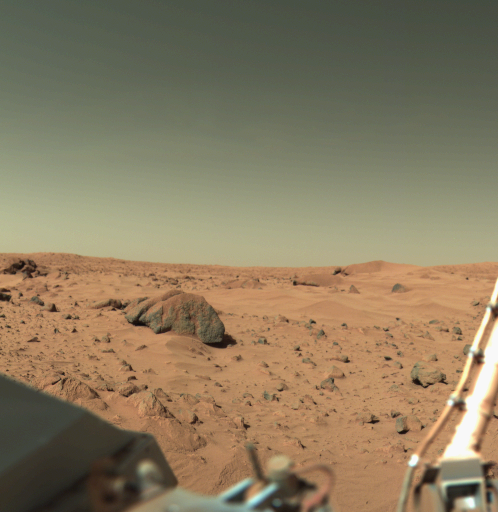
A Mars felszíne a Viking leszállóegység készítette képen

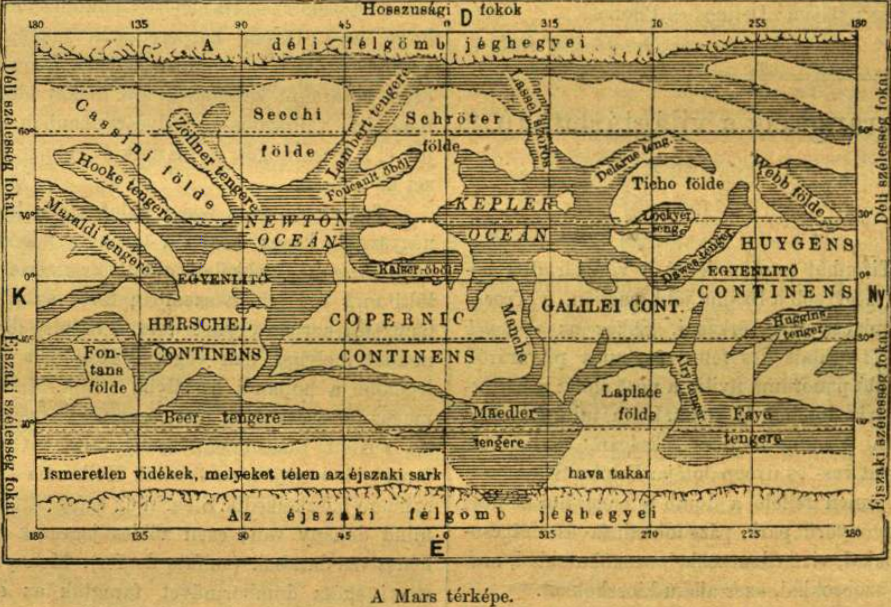
Mars-térkép a 19. századból

A Mars a Naptól számított negyedik bolygó a Naprendszerben. Szabad szemmel is könnyedén látható az éjszakai égbolton. A római hadistenről nevezték el, de gyakran hívják „vörös bolygónak” is színe miatt, amit a Mars felszínét meghatározó vas-oxid okoz. A Mars a harmadik legnagyobb kőzetbolygó a Naprendszerben, számos rendkívüli felszíni képződménnyel.
Két természetes holdja van, a Phobos és a Deimos, mindkettő kicsi és szabálytalan alakú, valószínűleg befogott kisbolygók. Továbbá a 2000-es évek elejétől három mesterséges hold kíséri útján: Mars Odyssey, Mars Express és a Mars Reconnaissance Orbiter.
A Mars nagy hatást gyakorol az emberi képzeletre, mivel egy hibás fordítást követően (természetes csatorna → mesterséges csatorna) elterjedt, hogy a Marson idegen civilizáció létezik. Sok történet született a marslakókról. Legismertebb talán H. G. Wells: Világok harca című irodalmi műve. Jelen tudásunk szerint amennyiben van élet a Marson, az legfeljebb egyszerűbb élőlényekre, mikroorganizmusokra korlátozódik.

## Fizikai tulajdonságai
Mivel a Mars feleakkora átmérőjű, mint a Föld, ezért felszíne negyede, a tömege kb. nyolcada a Földének.
A felszín vizsgálata alapján a marsi kőzettörmelék nagy valószínűséggel alkalmas az életre, növények termesztésére: az Antarktika szárazabb völgyeiben található talajaihoz hasonló tulajdonságokat mutat. Lúgos kémhatású (az adott elemzés 8–9 közötti pH-értékeket mutatott ki), kimutatható magnézium, nátrium és kálium, az élethez szükséges tápanyagokat és vegyületeket is találtak. Fontos különbség, hogy nem tartalmaz szerves anyagot (humuszt) mely kialakulása mikrobiális tevékenységhez kötött, ami elengedhetetlenek a tápanyagok körforgásához és a magasabb rendű élet kialakulásához.

### Belső felépítése
Az InSight űrszonda 2019 óta vizsgálja a marsi „földrengéseket”. A méréseket egy érzékeny szeizmométer végzi, mivel a marsi rengések sokkal kisebb energiájúak, mint a földi földrengések. A földrengések vizsgálatával és elemzésével a Mars belső felépítéséről lehet információkat nyerni, mert a rengéshullámok a különböző fizikai tulajdonságú anyagokban eltérő módon terjednek, nyelődnek el, továbbá a határterületeken visszaverődnek, így ki lehet számítani az egyes rétegek fizikai kiterjedését.
A szeizmikus adatok megerősítették, hogy a Mars magja feltehetően egykor teljesen olvadt volt, mielőtt a ma látható kéregre, köpenyre és magra oszlott, de ezek különböznek a földitől.
A kutatók felfedezték, hogy a szonda leszállóhelye alatt, a marsi egyenlítő közelében a marsi kéreg vastagsága 15 és 47 kilométer között van. Egy ilyen vékony kéregnek viszonylag nagy arányban kell tartalmaznia radioaktív elemeket, ami megkérdőjelezi a teljes kéreg kémiai összetételére vonatkozó korábbi modelleket.
A földkéreg alatt található a köpeny, a szilárdabb kőzetből álló litoszféra pedig 400–600 kilométer mélyre nyúlik – kétszer olyan mélyre, mint a Földön. Ez azért lehet, mert a Marson már csak egy kontinentális lemez van, szemben a Földdel, ahol hét nagy, mozgó lemez található.
A mérések azt is mutatják, hogy a marsi köpeny ásványtanilag hasonló a földi felső köpenyhez. Ebben az értelemben a marsi köpeny a földi köpeny egyszerűbb változata. A szeizmológia azonban a kémiai összetételbeli különbségeket is feltárja. A marsi köpeny több vasat tartalmaz, mint a földi.
A Mars magjának sugara körülbelül 1840 kilométer, ami jó 200 kilométerrel nagyobb, mint azt 15 évvel ezelőtt, az InSight küldetés tervezésekor feltételezték. A kutatók most szeizmikus hullámok segítségével tudták újraszámolni a mag méretét. Ha ismert a mag sugara, ki lehet számítani a sűrűségét.
Ha a mag sugara nagy, akkor a mag sűrűségének viszonylag alacsonynak kell lennie – magyarázzák a kutatók. A magnak a vas és a nikkel mellett nagy arányban kell tartalmaznia könnyebb elemeket is. Ezek közé tartozik a kén, az oxigén, a szén és a hidrogén, és ezek nagy arányt tesznek ki. A kutatók arra a következtetésre jutottak, hogy az egész bolygó összetétele még nem teljesen ismert. Mindazonáltal a mostani vizsgálatok megerősítik, hogy a mag folyékony – ahogyan azt gyanították – még akkor is, ha a Marsnak már nincs mágneses mezeje.

### Légköre
A Mars légköre nagyon ritka: a felszíni légnyomás mindössze 0,75%-a a földinek: 7,5 millibar, szemben a földi 1013 millibarral. A légkörének 95%-a szén-dioxid, 3%-a nitrogén, 1,6%-a argon és nyomokban van oxigén és víz. A kis felszíni nyomás következtében a szén-dioxid -125 °C-on kicsapódik szénsavhó formájában. 0 °C feletti hőmérséklet csak ritkán fordul elő, télen az 50°-nál magasabb szélességeken jelentős területeken csökken a hőmérséklet a szén-dioxid fagyáspontja alá. Az ekkor kicsapódó szénsavhó ugyanakkor nyáron elszublimál. Igen fontos éghajlati jellemző a nagy napi hőingás. A levegőben szálló por miatt a marsi égboltnak a felszínről vörös színe van. A porrészecskék kb. 1,5 µm átmérőjűek.
A légkör rétegződését a felszínre leszálló és leereszkedés közben nyomás-, hőmérséklet- és sűrűség-méréseket végző műholdak adataiból ismerjük (Viking–1, Viking–2, Mars Pathfinder, Mars Exploration Rover). Ezen adatok alapján a marsi légkör három részre oszlik: alsó, középső és felső légkörre.
Az alsó légkör a felszíntől 40 km-es magasságig terjed. A nyomás és a hőmérséklet a magassággal csökken. Az energiatranszportban a konvekció a meghatározó kb. 10 km-es magasságig. A konvekció éjszaka megszűnik és erős hőmérsékleti inverzió lép fel a felszín közelében. Az alsó légkör nyomása és hőmérséklete a földi sztratoszféráéhoz hasonló értékű. Az alsó atmoszféra sűrűsége a szén-dioxid és a víz szublimálása, illetve a sarkokon való kicsapódása eredménye, ami az évszakoktól függ. Ez ahhoz vezet, hogy a felszíni nyomás is évszaktól függően ingadozik, 700 Pascal és 900 Pa között.
Az alsó légkört két folyamat melegíti. A légkörben lévő szén-dioxid egy nagyon gyenge üvegházhatást vált ki, mivel ez akadályozza az infravörös sugarak távozását a világűr felé. Ezen felül az alsó légkörben nagy mennyiségű finom porszemcse található, amik elnyelik a Napból érkező infravörös sugárzást, és újra kisugározzák azt. Ez a porréteg fontos szerepet játszik az alsó légkör hőmérsékletének meghatározásában (a felszínről a „porördögök” gyakorlatilag folyamatosan emelik a légkörbe a finom porszemcséket).
Télen az ózon is hozzájárul kismértékben a sarkok feletti légkör melegítéséhez azzal, hogy a Napból érkező UV-sugárzás hatására ózon keletkezik. Az ózon viszonylag ritka a légkörben, mivel kevés a rendelkezésre álló oxigén, és mivel reakcióba lép a légkörben lévő hidrogénnel (ami a vízpára fotolízise során keletkezik). A sarkok felett téli időszakban kevés a légkörben a vízpára, így ilyenkor több ózon keletkezik (Perrier et al., 2006). Ózont az alsó és a középső légköri rétegben is észleltek (Blamont and Chassefière, 1993; Novak et al., 2002; Lebonnois et al., 2006).
A középső légkör (vagy mezoszféra) 40 és 100 km között helyezkedik el. Itt a hőmérséklet erősen időfüggő. A hőmérséklet-változások a közeli infravörös sugárzás elnyelődéséből származnak, és a napsugárzásból eredő másodlagos sugárzásból, amit a szén-dioxid bocsát ki. Hatással van rá az alsó légkörben kialakuló hullámmozgás, ami a középső légkörben felerősödik az éjszakai és nappali oldal közötti hőmérséklet-különbségek hatására (Schofield et al., 1997).
A felső légkör (vagy termoszféra) a 110 km fölötti magasságokon található. A termoszférát a Nap 10 és 100 eV közötti energiájú extrém UV-sugárzása gerjeszti (ez 100 nm és 10 nm közötti hullámhosszat jelent). A Nap extrém UV-sugárzásának erőssége a napciklustól függ. A hőmérséklet alacsonyabb, ha a Nap aktivitása alacsonyabb, és növekszik, ha a napfoltok száma növekszik. A 130 km feletti réteget ionoszférának nevezik, mert a Napból eredő sugárzás ionizálja a légkörben lévő gázokat. A Mars ionoszférájában lévő elektronok nagy része szén-dioxidból származik és a nappali oldal felett a fényelektromos jelenség miatt nagyobb számban fordulnak elő.
A 130–150 km fölötti rétegben (ezt exobase-nek nevezik) a részecskék az alacsony sűrűség és a magas hőmérséklet miatt el tudnak szökni a világűrbe (Mantas and Hanson, 1979).
A Mars légköre középső rétegének hőmérséklete naponta két alkalommal megnövekszik. Az első alkalom a nappal közepe táján van, a másik nem sokkal éjfél után. A hőmérsékleti eltérés eléri a 32 kelvint. A Mars Reconnaissance Orbiter adatai alapján a jelenség egész évben jelentkezik a Mars egész területén. Ezt a félnapos periódussal rendelkező jelenséget már az 1970-es években felfedezték, de akkoriban úgy gondolták, hogy az a napsugárzás hatására jön létre, ami felmelegíti a légkörben lévő port, tehát csak a porviharok idején számottevő mértékű, és nem egész évben.
Amerikai kutatók a NASA Mars Orbiter adataira támaszkodva a jelenség okát abban jelölték meg, hogy a Mars légkörében az év nagy részében jelen lévő, áttetsző jégfelhők részben elnyelik a felszín infravörös (=hő) sugárzását, és éjszaka visszasugározzák azt.
Az ESA Mars Express mintegy évtizedes mérései alapján megállapították, hogy a Mars déli pólusa fölött télen háromféle ózonréteg is kialakul. Az ózonkoncentráció jellemzően kb. 300-szor kisebb, mint a Föld esetében, de ez helytől és időtől függően változik. A Mars Express SPICAM UV spektrométere két különálló ózonréteget mutatott ki az alacsonytól a közepes magasságig. Ez gyakorlatilag állandó, felszínközeli réteget jelent 30 km magasság alatt, és egy másik réteget, ami csak az északi félteke tavasza és nyara alatt van jelen, ennek magassága 30 és 60 km között van. Az utóbbi években a SPICAM mérései egy harmadik ózonréteget is kimutattak 40–60 km magasságban, télen, a déli pólus felett. Ennek nincs megfelelője az északi pólusnál.

#### A metán sikertelen keresése
A korábbi információkat a metán jelenlétéről a Marson 2013-ban megcáfolták a szonda mérései alapján. A metán jelenléte azért fontos, mert az élet lehetőségére is utalhatott volna, bár metán keletkezhet nem csak biológiai úton, hanem geológiai folyamatok során, meteorok légkörbe jutásakor, vagy UV-sugárzás hatására is. A metán hiánya nem jelenti az élet lehetőségének kizárását, mivel a Földön több mikróba ismert, amik nem állítanak elő metánt. A Curiosity 2012 októberétől 2013 júniusáig hat alkalommal vett mintát a Mars légköréből és egyik esetben sem mutatott ki metánt a Tunable Laser Spectrometer nevű műszerével (=hangolható lézerspektrométer), még nyomokban sem. A mérések alapján a Mars légkörében a metán mennyisége kevesebb mint 0,0013 ppm. Ez a korábbi becsléseknek körülbelül az 1/6-a. Ismereteink szerint nincs mód arra, hogy az esetleg légkörben lévő metán gyorsan lebomoljon, ehhez legalább több száz év szükséges. A Curiosity műszerének érzékenysége alapján a Mars légkörébe kerülő metán mennyisége legfeljebb évi 10-20 tonna lehet (a Föld légkörébe körülbelül 50 milliószor ennyi metán jut).

### Sarki fény
Az egykor létezett marsi magnetoszféra maradványait megőrizték a kéreg mágnesezett övezetei. Ezek eltérítik a Napból érkező napszél elektromosan töltött részecskéit, amik a Mars vékony atmoszférájában kölcsönhatásba lépnek a benne lévő oxigénnel. Ezek az ibolyántúli sugárzás tartományában észlelhető elektromágneses sugárzást okoznak. Ez a jelenség a Mars déli szélességi fokain jelentkezik.
A jelenséget első ízben az Egyesült Arab Emírségek Remény nevű marsszondája észlelte, ami 2021 elején érkezett a Marshoz.

### Vulkanizmus
A Curiosity marsjáró 2012 óta vizsgálja a Gale-kráter körzetét. A szilícium-dioxid (kova) röntgenvizsgálatainak adatait elemző amerikai kutatócsoport bizonyítékot talált tridimit létezésére. A kvarc 870 Celsius-foknál magasabb hőmérsékleten, lassan alakul át tridimitté, vagyis ez az ásvány hosszan tartó, heves vulkánkitörések nyomán keletkezhetett. Ez éles ellentétben van a Mars eddig ismert történelmével.
Egy Afrikában 2012-ben talált marsi meteorit (elnevezése: Northwest Africa 7635) elemzése arra utaló bizonyítékot tárt fel, hogy a Marson legalább 2 milliárd évig zajlott a vulkáni tevékenység. Eszerint a Naprendszer leghosszabb életű vulkánjai közül néhány a Marson található.
A Northwest Africa 7635 egy adott típusú vulkáni kőzet, úgynevezett sergotit. Tizenegy hasonló kémiai összetételű marsi meteoritot találtak. A korábban vizsgált marsi meteoritok kora 327-600 millió éves volt.

### Topográfiája
A Mars felszíne két jelentősen különböző részre tagolódik. Az Északi medence mely egyben az eddig ismert legnagyobb becsapódási kráter vidékein lávafolyások találhatóak, míg a déli részen felföldek ősi becsapódások nyomaival. Földi távcsövekkel nézve a Mars szintén két részre tagolható, amelyek albedója (fényvisszaverő képessége) különböző.
A világosabb területeken vörös vasoxidban gazdag por és homok található. Ezeket régebben marsi földrészeknek hitték, emiatt vannak az ehhez hasonló elnevezések: Arabia Terra (Arab föld) vagy Amazonis Planitia (Amazon-medence). A sötét részeket tengereknek gondolták, ezért kaptak ilyen neveket: Mare Erytherium, Mare Sirenum és Aurorae Sinus (mare = tenger, sinus = öböl). A legnagyobb sötét rész, amely a Marson látható a Syrtis Major.
A Marsnak jégsapkája van a pólusokon, amely fagyott vizet és szén-dioxid-ot tartalmaz. Az Olympus Mons, a már nem működő pajzsvulkán, a 21 km-es magasságával a Naprendszer legmagasabb hegye. A Földön a háromszor akkora gravitáció miatt nem lehet ekkora hegy. Ráadásul a Marson még az Olympus Monson kívül is akad jó pár hegycsúcs, melynek méretei jóval meghaladják a Föld legmagasabb pontjának számító Mount Everestet. Az Olympus Mons a Tharsis-régióban található, amelyen még több nagy kialudt vulkán is van. A Marson van a Naprendszer legnagyobb kanyonrendszere, a Valles Marineris is, mely 4000 km hosszú és 7 km mély.
A Marsot rengeteg becsapódási kráter tarkítja. A legnagyobb ezek közül a Hellas-medence, amelyet világos vörös homok borít.

#### Nullszint
Mivel a Marson nincs óceán és így „tengerszint” sem, így nullszintnek az „átlagos gravitációs felszín”-t választották, ami 3396 km-es bolygósugárnál van.

#### Nullmeridián
A Mars egyenlítőjét a tengelye körüli forgás meghatározza, de a nullmeridiánt, a nullás hosszúsági kört nem. A Marson már 1840-ben a csillagászok kijelölték a nullmeridiánt, amit az 1960-as években pontosítottak a Mariner műhold felvételei alapján, és egy jól látható kráter, az Airy-0 kráter a Sinus Meridianiban lett a nullmeridián.

### Dátum és időszámítás
A jelenlegi gyakorlat az, hogy a Marson leszálló űrhajók a saját, ún. „küldetésidő”-t használják (Mission Time), amit a leszállás előtti éjféltől, nullával indítanak. Így a NASA által a Marsra küldött és a felszínen tevékenykedő összes űrjármű más időt használ. A Mars tengely körüli forgásának ideje, tehát a szoláris nap hossza 24 óra 39 perc 35,244 másodperc. 1976, a Viking Lander leszállása óta ezt a helyi napot, a solt 24 részre osztják fel. Ennek praktikus okai vannak: a napelemtáblák működéséhez napfényre van szükség, ennek kihasználásához ismerni kell a helyi időt (például hogy mikor kel fel, vagy mikor delel a Nap), továbbá a fényképezőgépek és tévékamerák működtetéséhez is fényre van szükség.
Az év akkor kezdődik, amikor a Nap pontosan a marsi egyenlítőt metszve észak felé halad (a Marsról nézve).

## Élet a Marson

### Kutatások
Mai tudásunk szerint egy bolygón akkor alakulhat ki élet, ha ott víz is található, folyadék formájában. Ehhez az kell, hogy a bolygó a lakhatósági zónában legyen, tehát a Naptól annyira távol, hogy a víz ne párologjon el, de ne is fagyjon meg. Ez a mi Naprendszerünkben azt a zónát jelenti, ami a Vénuszon túl és a Mars fél nagytengelye között van. A perihelion idején (mikor a bolygó a legközelebb van a Naphoz) a Mars ebben a zónában van, de a vékony atmoszféra meggátolja, hogy víz nagy területeken jöjjön létre. A legtöbb bizonyíték azt sugallja, hogy a Mars felszínén lévő víz túl sós és savas ahhoz, hogy élet alakuljon ki benne.
A magnetoszféra hiánya és a rendkívül vékony atmoszféra nagy kihívás az élettel szemben; a bolygónak kevés a hőátvitele a felszínén, a napszél bombázása és az atmoszferikus nyomás alacsony volta miatt a víz nem képes folyékony halmazállapotban maradni. A Mars közel (vagy teljesen) halott geológiailag; a vulkanikus tevékenység vége látszólag megállította a vegyi anyagok és ásványi anyagok újrahasznosítását a bolygó felszíne és belső területe között.

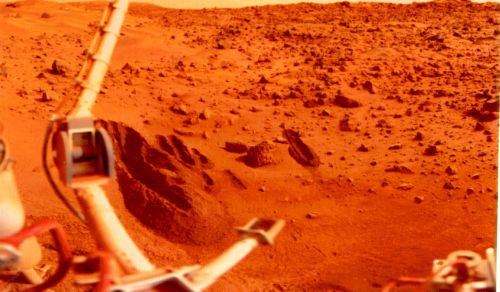
A Viking 1 talajmintákat vesz fel tesztekhez

Sok vizsgálat mutatja azt, hogy a bolygó régebben élhetőbb volt, mint ma, de még nem tudjuk, hogy alakult-e ki élet rajta. A hetvenes évek közepén az amerikaiak a Viking-program keretein belül vizsgálták a marsi talajt, hátha találnak bennük mikroorganizmusokat. Ezek pozitív eredménnyel jártak, beleértve a víz és a tápanyagok expozíciójának ideiglenes CO2 termelését. Ezt az életjelet később vitatták a tudósok, mely sokáig folytatódott, hiszen a NASA Gilbert Levin nevű tudósa azt állította, hogy életet találtak. A mai tudásunkkal azonban azt tudjuk mondani, hogy a Viking tesztek nem voltak elég kifinomultak az élet felismerésére. Amennyiben a teszt talált volna életet, a technika fejletlensége miatt akár meg is ölhette azt. A Phoenix Mars tesztelő által végzett vizsgálatok kimutatták, hogy a talaj lúgos pH-jú, magnéziumot, nátriumot, káliumot és kloridot tartalmaz. A talaj tápanyagai képesek lehetnek az élet kialakulására, de azt árnyékolni kellene az intenzív ultraibolya fénytől.

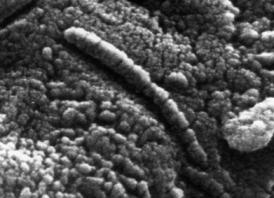
Az ALH 84001 elektronmikroszkópos felvételén láncszerű struktúrák láthatók

Az 1984-ben megtalált, feltételezhetően a Marsról származó ALH84001 nevű meteorit 1996-ban azzal hívta fel magára a figyelmet, hogy kutatók a belsejében primitív egysejtűek nyomait fedezték fel. A hírt még izgalmasabbá tette az a tény is, hogy az akkori amerikai elnök, Bill Clinton is tartott erről televíziós közleményt. Azonban ezeknek a feltételezhető baktérium-maradványoknak jóval kisebb a mérete, mint az elvárt, ezért nanobaktériumnak titulálták őket, amiket a jelenlegi mikrobiológia nem tekint élőlényeknek.
A meteoritok hatása által létrehozott impaktit, amely a Földön képes megőrizni az élet jeleit, megtalálható a Marson lévő ütközési kráterek felületén is. Így, ha a Marson létezett élet, azt megőrizhette a bolygón lévő üveg.
2017 májusában – 3,48 milliárd éves ausztráliai sziklákban – megtalálták a legősibb szárazföldi életet a Földön. Ezek a kutatások szintén hasznosak lehetnek a jövőben, hogy hol érdemes életet keresni a Mars bolygón.
A NASA Curiosity marsjáró bórt, illetve bórszármazékokat mutatott ki a Gale-kráter kalcium-szulfát ereiben. A bór azért fontos a valamikori élet kutatásában a Marson, mert a bór lényeges szerepet játszik a ribonukleinsav (RNS) létrejöttében, azaz hidat képez az egyszerűbb szerves molekulák és az RNS között.

### Kolonizáció
A marsi élet csak mai értelmében jelent idegen életet, mert nagyon sok terv született a Mars emberek által való kolonizálására. Azért a Marsot tartják a legalkalmasabbnak kolonizálás szempontjából, mivel itt található legközelebb víz, valamint ez a legközelebbi szilárd bolygó. Ettől függetlenül a Mars felszínén nem tud megélni növény vagy állat a jelenlegi környezeti feltételek miatt. A bolygónak a gravitációja 38% a Földhöz képest, mely eltérés izomvesztéssel és csontlerakódással jár. A kolonizálóknak ezen kívül megoldást kell találniuk a nagy hőmérséklet-különbségre, ugyanis a Marson sokkal nagyobb a hőingadozás, ami átlagosan −87 és −5 °C között van.
Több vállalat foglalkozik a projekttel, ezek közül a SpaceX vállalat akar először a Marsra jutni. Elon Musk, a cég vezérigazgatója 2016 júniusában jelentette be, hogy 2025-ben embereket küldenek a bolygóra. A terv szerint 100 fős űrhajókban utaznának a jövőbeli lakosok, akiknek 200 ezer dollárt kellene fizetniük a költözésért. Bár kezdetben ennél sokkal drágább lesz az utazás, Musk úgy gondolja, nem lehet benépesíteni egy bolygót, ha csak milliárdosok költözhetnek oda. Ezért mindenképpen lejjebb kell vinni az árat, nagyjából egy amerikai lakás árára.
A Mars kutatásával foglalkozó tudósok szerint a Mars lakhatóvá tétele a mai technológiával nem megvalósítható. A Marson rendelkezésre áll szén-dioxid és víz, amik üvegházhatású gázok, és ezek elvileg alkalmasak lennének a bolygó felmelegítésére. Azonban a szén-dioxid légnyomása a Marson a Földinek kevesebb mint 1%-a. A tudósok vizsgálata szerint ez túl kevés a légkör sűrűbbé tételére és felmelegítésére.
A szén-dioxid másik forrása a talaj lehet, ezzel a légköri nyomást 4%-ra lehetne emelni (a földihez képest). A marsi talajban további, nagy mennyiségű szén-dioxid van lekötve, azonban ennek mennyisége ismeretlen, és felszabadítása túl nagy energiabefektetést igényelne a jelenlegi technológiával, mert alkalmazásához 300 °C fölötti hőmérsékletre lenne szükség.

## A Mars holdjai
A Marsnak két holdja van: a Phobosz és a Deimosz. Mindkettő kötött keringésű, vagyis mindig ugyanazt az oldalukat mutatják a Mars felé. Kis méretük és erősen elnyúlt pályájuk alapján valószínűleg két befogott aszteroidáról van szó.
Mivel a Phobosz gyorsabban kering a Mars körül, mint ahogy a bolygó megfordul a saját tengelye körül, az árapályerők lassan, de állandóan csökkentik a pályasugarát, emiatt a Phobosz majd a Mars felszínébe fog csapódni. A másik érdekes következmény az, hogy a hold nem keleten kel és nyugaton nyugszik, hanem épp ellenkezőleg. Nyugatról kelet felé látszik haladni a marsi égbolton. Mivel a Deimosz elég távol van, ezért a pályája egyre növekszik.
Mindkét holdat Asaph Hall fedezte fel 1877-ben és az ókori görög mitológia két figurájáról, Arész hadisten két fiáról nevezték el. Jelentésük „rémület” és „rettegés”, ami összefügg a bolygó nevének jelentésével is.
| Név    | Átmérő (km)             | Tömeg (kg) | Közepes pályasugár (km) | Keringési idő |
| ------ | ----------------------- | ---------- | ----------------------- | ------------- |
| Phobos | 22,2 (27 × 21,6 × 18,8) | 1,08⋅1016  | 9378                    | 7,66 óra      |
| Deimos | 12,6 (10 × 12 × 16)     | 2⋅1015     | 23 400                  | 30,35 óra     |

## A Mars felfedezése
Tucatnyi szovjet és amerikai, európai és japán űrszonda (keringőegység, leszállóegység, és marsjáró autó), indult már a Marshoz, hogy tanulmányozza a felszínét, éghajlatát és földrajzát. Ezek kétharmada elromlott, mielőtt teljesíthette vagy elkezdhette volna a feladatát.
A legsikeresebb programok a Mariner és a Viking-program, a Mars Global Surveyor, a Mars Pathfinder és a Mars Odyssey. A Global Surveyor képeket készített vízmosásokról és törmelékfolyamokról, amelyek azt sugallják, hogy lehetnek jelenleg is víztározószerű folyékony víz források a bolygó felszínén, vagy annak közelében. 2015. szeptember 28-án a NASA kutatói tudományos szenzációnak számító bejelentést tettek, amely alapján bizonyítékot találtak a folyékony víz jelenlétére a Marson. A Mars Odyssey megállapította, hogy nagy mennyiségű vízjég lerakódás található az északi félteke 60°-os szélességén a marstalaj felső három méterében.
Az utóbbi években sikertelen volt az amerikai Mars Climate Orbiter, Mars Polar Lander, Mars Observer, a japán Nozomi és az angol Beagle–2 küldetés.
2003-ban az ESA elindította a Mars Express űrszondát, amely a Mars Express Orbiterből és a Beagle 2 leszállóegységből állt. A Mars Express Orbiter a bolygó déli pólusán vízjég és szén-dioxid jég jelenlétét erősítette meg. Ezelőtt a NASA mutatta ki jelenlétüket az északi pólusnál. A Beagle 2-vel való kapcsolatfelvételi kísérletek mindezidáig meghiúsultak.
Ugyanebben az évben a NASA útjára indította a két marskutató járművet: a Spiritet (MER-A) és az Opportunityt (MER-B). Az űrjárművek három hét eltéréssel sikeresen leszálltak, elindultak és részletes panorámaképet küldtek vissza. 2008-ban a Phoenix űrszonda szállt le sikeresen. Az amerikai Mars Telecommunications Orbiter indítását 2009-re tervezték, de ezt a programot költségtakarékossági okokból még 2005-ben törölték. A Mars Science Laboratory 2011 novemberében indult, és európai idő szerint 2012. augusztus 6-án kora reggel szállt le a Marsra. Az orosz Fobosz-Grunt szintén 2011 novemberében indult, és a Mars Phobosz holdjára kellett volna eljutnia (és onnan visszajutnia a Földre), de technikai hiba miatt nem sikerült bolygóközi pályára állnia. Az európai ExoMars 2016 márciusában indult, és októberben érkezett meg a Marsra, bár ezúttal sikeres leszállásról nem beszélhetünk – a leszállóegység szoftverhiba miatt gyakorlatilag fékezés nélkül becsapódott a Mars felszínébe.

## Magyar vonatkozások
Kármán Tódorról (Von Kármán) krátert neveztek el a Marson. Planetografikus koordinátái: szélesség: 64°21'48" S, hosszúság: 58°30'8" W. Átmérője: 90,29 km. Ezen kívül még öt kráter található a Marson, amelyek magyarországi településekről kapták a nevüket (zárójelben a kráter átmérője): Bak-kráter (3,13 km), Eger-kráter (12,25 km), Igal-kráter (8,83 km), Kalocsa-kráter (34,15 km), Paks-kráter (6,9 km). Ezek mellett magyar vonatkozású még például a Pál-kráter (71,21 km), amelyet George Pál filmrendezőről neveztek el.

## Vegyes információk
A Föld nagyjából 26 havonta van Marsközelben, mintegy 80 millió kilométeres távolságra, azonban ez az elliptikus keringési pályák miatt változik. Ennyi időnként van lehetőség a Mars felé űrhajót indítani a minimális üzemanyag-felhasználású Hohmann-pályán. Az űrhajó megérkezésekor a Mars éppen Földtávolban lesz.
2003. augusztus 27-én 9:51-kor (UTC) volt a legközelebb a Mars a Földhöz 60 000 év óta: körülbelül 55 758 000 kilométerre.
1996. augusztus 6-án jelentette be a NASA, hogy az ALH 84001 marsi meteorit szerves anyagot tartalmaz olyan alakban, amely földi baktériumokhoz hasonlít, csak azoknál kisebb. Jelenleg is vitatják, hogy ezek valóban élő szervezetek voltak-e. Egy nemzetközi tudóscsoport megismételte a vizsgálatokat, és véleményük szerint a kőzetben talált nyomok ugyan megdöbbentően hasonlítanak egyes földi baktériumok részeire, de ez a hasonlóság nem tekinthető bizonyítéknak arra, hogy a kristályok valóban egykori élő anyag megkövült maradványai.
2008. január 22-én egy marsjáró robot olyan sziklaképződmény képét küldte a Földre, amely egy jetihez vagy majomszerű lényhez hasonlít. A bulvársajtónak köszönhetően ez megmozgatta a sci-fi rajongók fantáziáját.
A vékony légkör miatt a felszínt erős kozmikus sugárzás és ismeretlen erősségű ultraibolya sugárzás éri. Ennek csökkentését, valamint a hőmérséklet emelését egyes javaslatok szerint üvegházhatású gázokkal (metánnal és kéjgázzal), baktériumokkal, algákkal és zuzmókkal, majd speciális fenyőkkel gondolják elérni.
A heves porviharoknak köszönhetően sztatikus feltöltődés és ennek következtében elektromos kisülések, azaz villámok jönnek létre.
A NASA 2016. június 27-én bejelentette, hogy a Curiosity űrszonda (ami a Gale kráter környezetét 2012 óta vizsgálja) lézeres érzékelőjével mangán-oxidot mutatott ki. A mangán-oxid keletkezéséhez nagy mennyiségű vízre és oxigénre van szükség, amiből az következik, hogy a Marson valamikor a régmúltban felszíni vizek léteztek, és a légkörben sok volt az oxigén (a másik lehetőség a mangán-oxidot létrehozó mikrobák). Felvetődik a kérdés, hogy mi történt ezzel a nagy mennyiségű felszíni vízzel és az oxigénnel. Erre a válasz az, hogy a bolygó felszínén mágneses tér hiányában a Napból eredő ionizáló sugárzás a vizet hidrogénre és oxigénre bontja. A viszonylag alacsony gravitáció miatt a könnyebb hidrogén el tudott szökni a világűrbe, a nehezebb oxigén pedig megmaradt. Az oxigén nagy része beépült a sziklákba, ezek pora adja a felszíni „rozsdás por” kinézetet. A jól ismert vas-oxidáció (azaz rozsdásodás) már közepes mennyiségű oxigén jelenlétében is végbemegy, a mangán-oxid keletkezéséhez azonban erősen oxidáló környezetre van szükség.
A Mars déli pólusa közelében a jeges felszín alatt, 1,5 km mélységben folyékony víz jelenlétét mutatták ki.

## Felszín alatti jégréteg
A Sciences et Avenir francia tudományos folyóirat 2018. februári számában; azt jelenti, hogy a "Mars Reconnaissance Orbiter" nagyfelbontású fényképei szerint a bolygó legfelső, kb. 1 méter vastagságú felületi rétege alatt nagy területeket befedő jégrétegeket rejteget. Ennek jelentősége nemcsak annak fenomenális kiterjedése, de tisztasága is, ami a Mars kolonizálásához lényegesen hozzájárulhat. A felfedezett jégállomány lényeges hozzájárulást jelent a régebben felfedezett 100 méter vastagságot is elérő poláris jégsapkák vízállományához. Jelentősége az is, hogy szélesebb körben is található; így a felszín, amelyet külön megemlítésre érdemesnek találtak, a Mars mind északi, mind déli féltekéjének 55°-os szélességi körének környezete, ahol több helyen a jég láthatóvá vált a felső borító réteg eróziója következtében, azt feltételezve, hogy a jég előzetes klimatikus korszakok maradványa. Mennyiségi kiértékeléshez még részletes feltérképezésre lesz szükség.

## Videójáték-kultúra
- Az id Software által fejlesztett Commander Keen első része a Marson játszódik, melynek a címe: Marooned on Mars.
- A Doom és a Doom II: Hell on Earth a Mars két holdján, a Phoboson és a Deimoson játszódik.

## Térképezés
A geológiai térképeken túl az első földrajzi jellegű (komplex) térképsorozat (atlasz) magyar nyelven jelent meg, Mars 36 címmel.

## Galéria

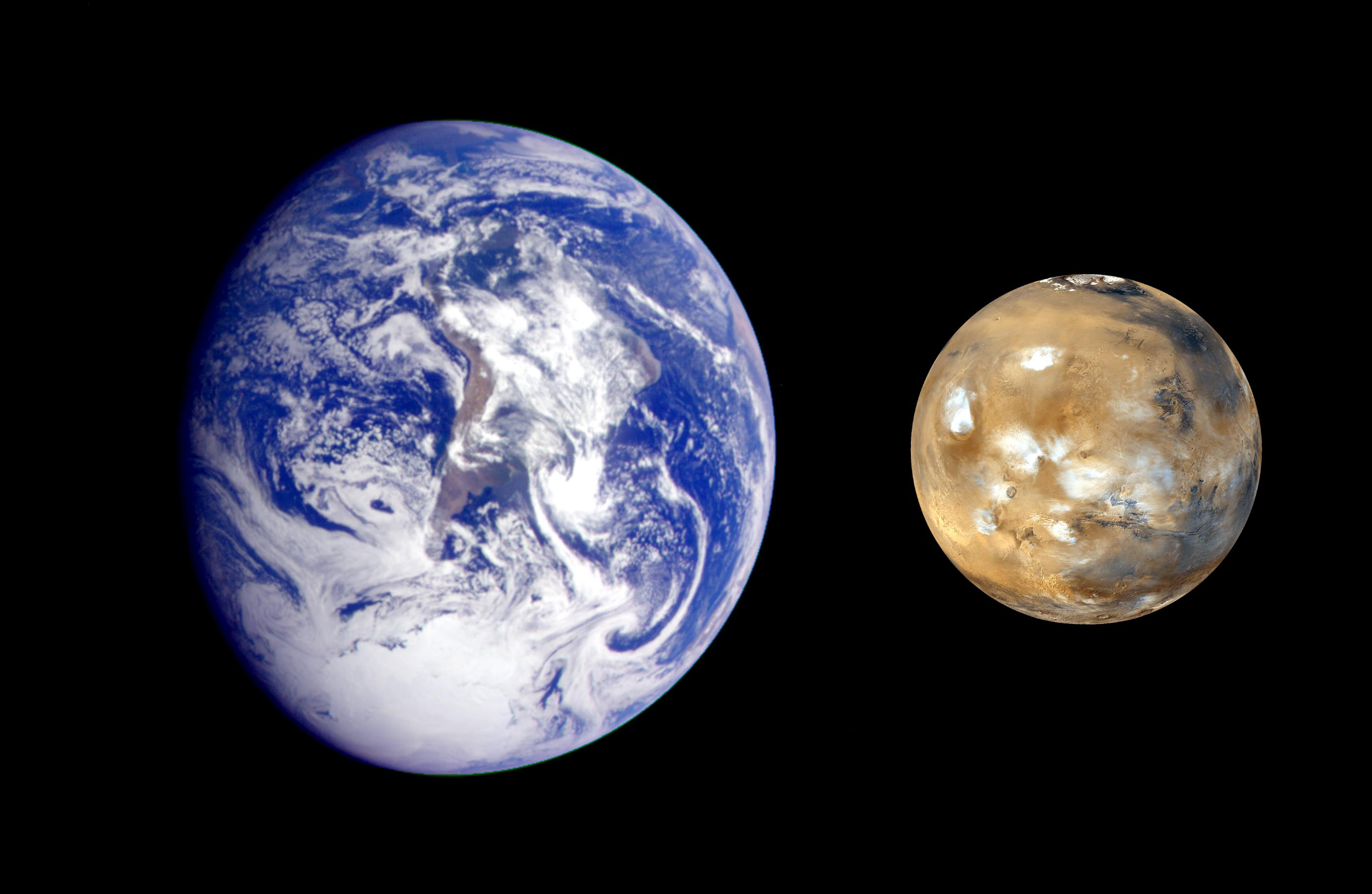
A Mars mérete a Földhöz képest
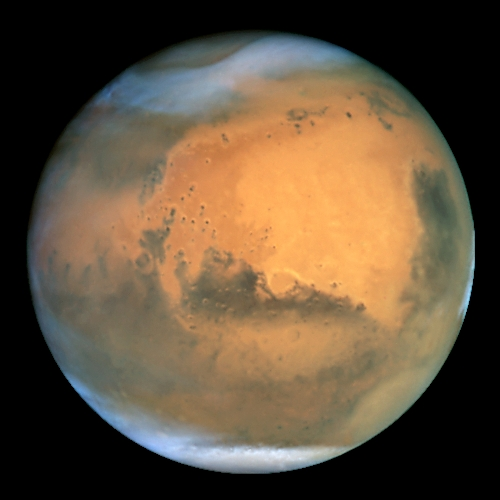
A Mars a pólusoknál lévő jégsapkával. A déli-sarki jégsapka főként szárazjégből, azaz szén-dioxidból áll, ami a Mars légkörének is a fő összetevője. Az északi-sark egy jóval nagyobb terület, amit csak télen borít elsődlegesen vízjégből álló jég
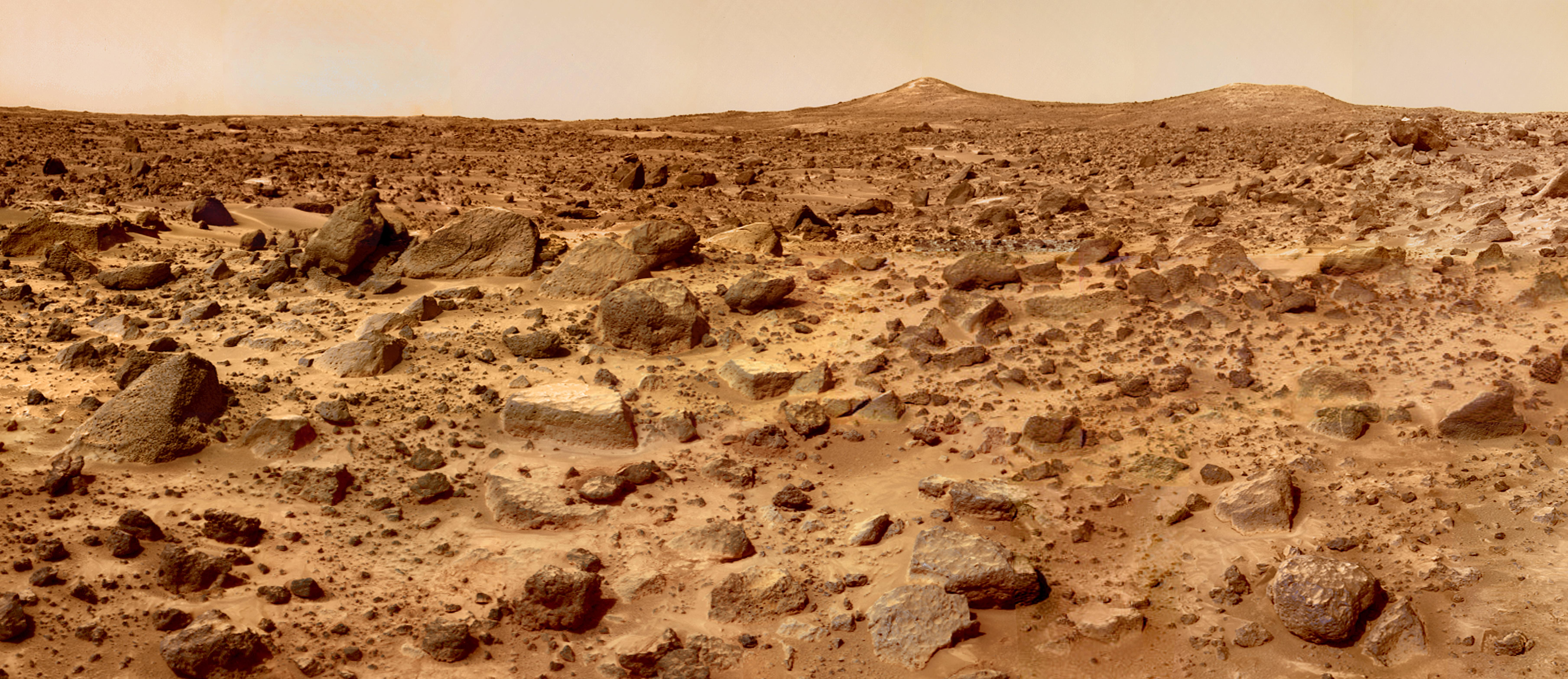
Nagy felbontású színes Mars Pathfinder-felvétel 1997-ből az „Ares Vallis” régióról, amely a Mars egyik legkövesebb területe. Az ikercsúcsok (twin peaks) láthatóak a távolban
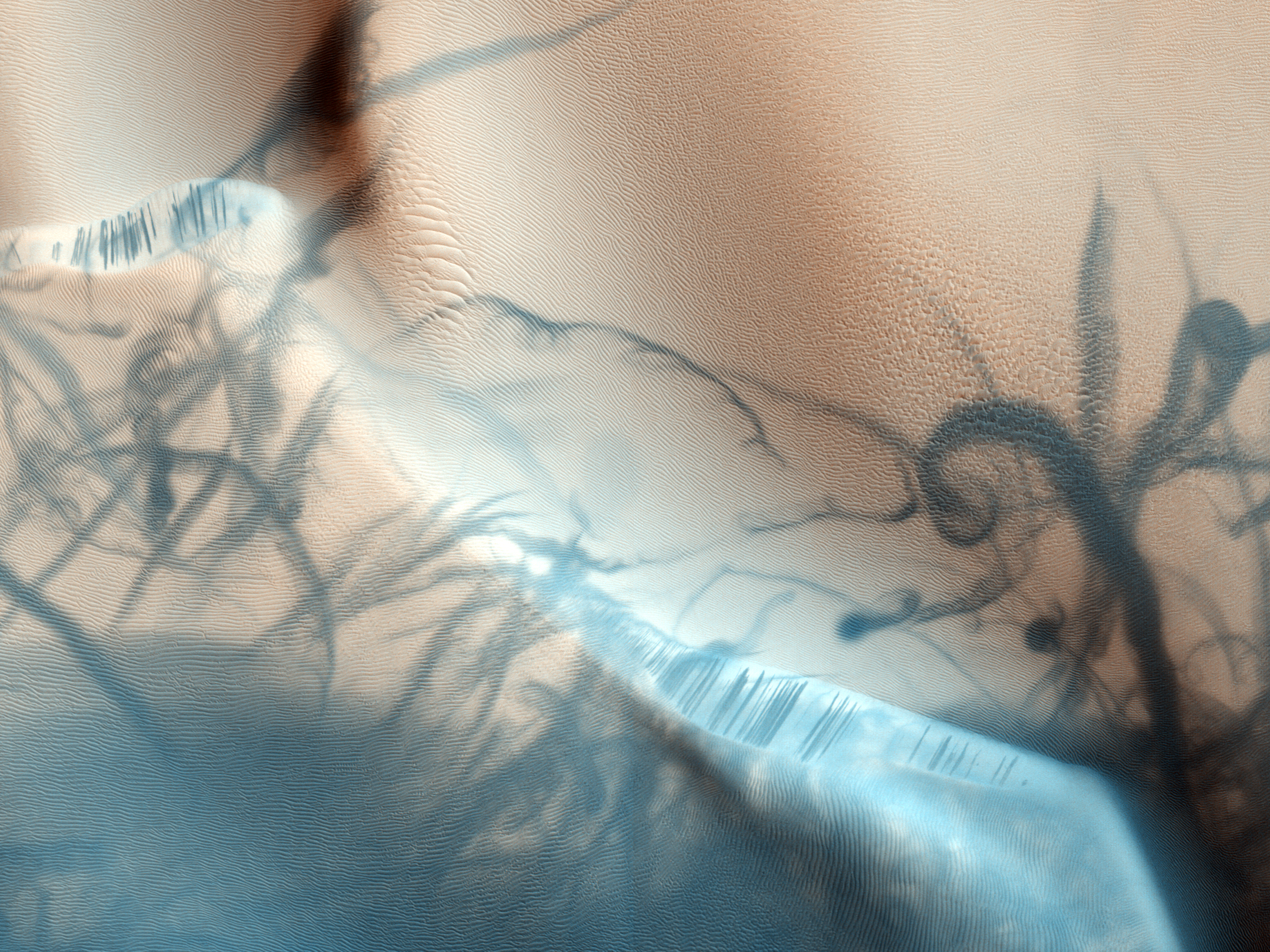
Örvénylő sötét nyomok a Mars világosabb színű felszínén, a Mars Reconnaissance Orbiter HiRISE kamerájának felvételén. Az ehhez hasonló nyomok létrejöttét korábban rejtély övezte, melyet megfejtettek: kis forgószelek és porördögök útvonalait mutatják

## További információk

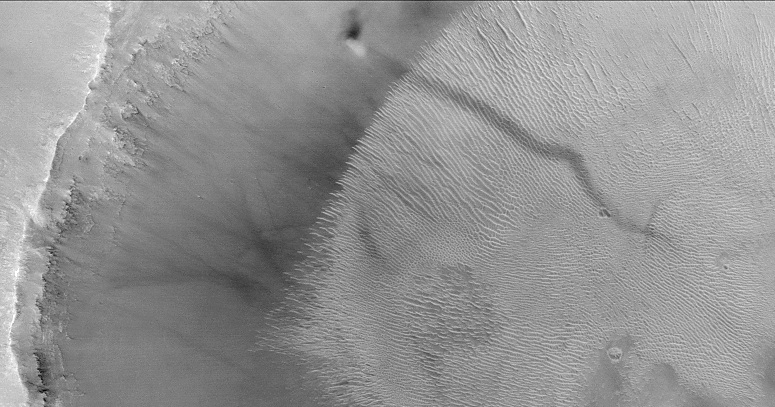
Marsi porördög. A Mars Global Surveyor fényképén a hosszú sötét csíkot forgószél hozta létre. Maga a porördög (a fekete folt) éppen egy kráter falán kúszik fel. A kráter alján homokdűnék is láthatók

## Térképi források
- Magassági térkép (MOLA) magyarul
- Fotótérkép magyarul
- Teljes névanyag
- Magyar nyelvű atlasz: Mars 36